# Equidna de musell llarg oriental
L'equidna de musell llarg oriental (Zaglossus bartoni) és una de les tres espècies d'equidnes de musell llarg de Nova Guinea. Viu principalment a Papua Nova Guinea, a elevacions d'entre 2.000 i 3.000 metres. Pesa entre 5 i 10 kg. Es pot distingir dels seus congèneres pel nombre d'urpes, que són cinc a les potes anteriors i quatre a les posteriors. Té esperons a les potes posteriors que, a diferència dels seus anàlegs en l'ornitorrinc, no són verinosos.